# Барда (город)
Барда́ (азерб. Bərdə) — город в Азербайджане, центр Бардинского района.
Население города в 1969 году составляло 19,3 тысячи человек, в 2015 году — 39,3 тысяч.

## География
Город Барда расположен на Карабахской равнине в 260 км от Баку, на притоке Куры реке Тертер.

## Название
Барда изначально называлась Пероз-Кават (пехл. Pērōz-Kawāt) или Перозапат (грабар Պերոզապատ [Perozapat], пехл. Pērōzāpāt) в честь персидского царя Пероза (V век), однако персидское название не прижилось. В средневековье город упоминается как Партав (грабар Պարտաւ), Бардави (груз. ბარდავი), Барда (Берда’а, Бердаа) (араб. بردعة‎ и араб. بردع‎).

## Население
Согласно результатам Азербайджанской сельскохозяйственной переписи 1921 года, Барда входила в состав одноимённого сельского общества Джеванширского уезда Азербайджанской ССР. Население — 679 человек (148 хозяйств), преобладающая национальность — тюрки азербайджанские (азербайджанцы).

## История
Согласно энциклопедии Ираника, в прошлом армянский город Партав (Pʿartaw), расположенный на берегу реки Тертер, в области Утик, стал столицей Кавказской Албании, вероятно, в конце IV века; в период правления царя Ваче II город был перестроен сасанидским правителем Перозом и назван Перозобад, а затем укреплён Кавадом, назвавшим город Перозкавад (Победоносный Кавад). 
По другой версии, город был построен в V веке по повелению сасанидского царя Пероза (457—484) и вначале называлась Перозапат. Он был основан албанским царём Ваче II в княжестве Утик, где после раздела Армянского царства в 387 году и передачи бывшей армянской провинции в состав Кавказской Албании продолжали править армянские княжеские рода. 
Азербайджанский историк XIX века Мирза Джамал Джеваншир писал о Барде:
Первый город, который был построен в Карабагском вилайете, это — город и крепость Барда, что находится у реки Тертер, в трех фарсахах от Куры. Жители того города в древние времена были то ли армяне, то ли какой-то другой народ.
Российский этнограф-кавказовед А. В. Гадло, ссылаясь на «Книгу завоевания стран» арабского историка IX века Джабира Аль—Баладзори, упоминает, что Барда была основана сыном Пероза Кавадом I для того, чтобы оттеснить хазар на север за реку Кура. Российский историк К. В. Тревер не исключает, что город Партав, основание которого арабским историком приписывается Каваду I, и есть Перозапат, восстановленный или достроенный в период его правления.

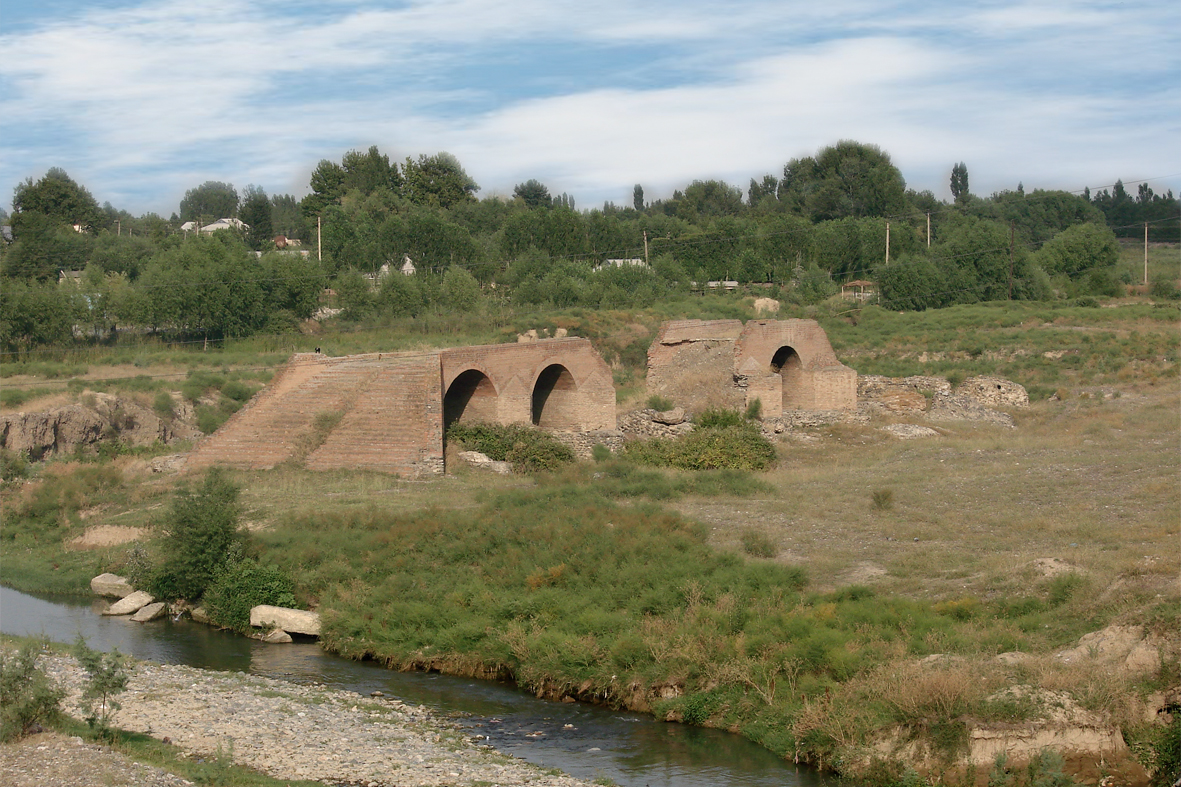
Мост через реку Тертер-чай VI—VII вв. в Барде

Благодаря своему важному географическому положению (город располагался на пересечении караванных путей Востока), Барда являлась крупным торгово-ремесленным городом: имела оборонительные стены, защитный ров, каменные мостовые, крытые рынки. Персидскими марзпанами, находившимися в Барде, чеканились серебряные монеты сасанидского образца, с указанием монетного двора.
На протяжении столетий осуществлялись многочисленные попытки завоевания города. В первой половине VII века Барда была осаждена войсками византийского императора Ираклия I в ходе войны между Персией и Византией. Накануне арабских нашествий город имел полиэтническое население. В Барде жили албанские племена, армяне, а также евреи и, возможно, персы, исповедовавшие зороастризм.

### В составе Арабского Халифата
В период нахождения Албании в составе Халифата, Барда становится столицей провинции Арминийя (до этого столицей был город Двин), провинции Арабского Халифата, включавшей также Армению и Картли. По одной версии, это произошло в 752 году, по другой, Барда становится резиденцией арабских наместников намного раньше — в период правления наместника Абд ал-Азиз ибн Хатима, правившего с 706 года по 717 год. Это стало результатом походов арабского полководца Масламы в Закавказье. Барда стала центром арабской администрации, её авангардом. Однако Барда несмотря на крупные размеры и свое расположение на торговом пути в Хазарию, уступала по развитию ремесленного хозяйства второй столице Арминийи — армянскому городу Двин. Перед лицом хазарской угрозы губернатором провинции были укреплены фортификационные сооружения города. В период правления Омеядов и Аббасидов Барда являлась резиденцией большинства наместников арабской провинции. Барда была завоёвана во времена правления халифа Османа. В городе находился дворец наместника и пятничная мечеть с сокровищницей. Истахри так описывал Барду:
Что касается до Берда'а, то это город большой, более фарсаха в длину и в ширину, здоровый, цветущий и весьма обильный посевами и плодами. В Ираке и Хорасане после Рея и Испагани нет города более значительного, более цветущего и более красивого по местоположению и угодьям, чем Берда'а... Смоквы в Берда'а привозятся из Ласуба, и считаются они лучшим сортом из этого рода плодов. Из Берда'а вывозится много шёлку. Червей шелковичных вскармливают на тутовых деревьях, не принадлежащих никому. Много его (шёлку) отправляется оттуда в Персию и Хузистан...Около ворот Берда'а, называемых «Воротами курдов», рынок по имени «ал-Кюркий», величиною фарсах в квадрате. На него собирается народ каждое воскресенье, и стекаются сюда люди из всевозможных стран, даже из Ирака.
 В период правления халифа аль-Мансура, по его указанию правитель Арминийи Йазид ас-Сулами, возможно в Барде, женился на Хатун — дочери хазарского кагана Багатура. Подробности этого брака описаны Ибн А’сама аль-Куфи. В приданое невесте каган назначил 100 тысяч дирхемов. Принцесса и двое её детей скончались через 2 года, что послужило причиной для очередного вторжения хазар в Закавказье.
Барда являлась исходным пунктом всех проводимых арабами торговых путей через Закавказье. Их было несколько: путь на восток в Ширван, где господствовала династия Ширваншахов, проходил через Шамаху, а оттуда в Дербент, являвшейся главной гаванью этих областей.
Следующий путь лежал на юго-восток в город Байлакан, далее он пролегал через Муганскую степь в Ардебиль. Путь на северо-запад в Тифлис проходил через Гянджу. Был также путь на юго-запад, в армянскую столицу Двин.

### После Халифата
Расположенный на пересечении торговых путей из Ардебиля в Тифлис и Двин, к X веку город становится крупнейшим торговым центром Кавказа.
В X столетии арабский автор Ибн-Хаукаль сообщает, что население Барды говорит по-аррански, то есть на кавказско-албанском языке нахско-дагестанской cемьи языков:
для многих групп населения в окраинах Армении и прилежащих стран существуют другие языки <чем персидский и арабский>, как армянский — для жителей Дабиля и области его, а жители Берда’а говорят по-аррански

### Период правления династии Саларидов
Марзубан ибн Мухаммад, основатель Саларидов, в 941 гг. занял Азербайджан, часть Аррана и территории до Дербента, в том числе город Барда.
В 944 гг. город был на короткое время захвачен пришедшими с севера русами. В этом походе на стороне русов участвовали аланы и лезгины. Богатства Барды и стали, видимо, причиной его разграбления. До нас дошёл подробный рассказ Ибн аль-Асира — историка XIII века об этих событиях. Русы были, по-видимому, знакомы с берегами Каспийского моря и направились на главный город мусульманского Кавказа. Сначала русы на ладьях миновали Каспийское побережье, затем, въехав в устье реки Куры, поднялись по течению.. Правивший в Барде наместник Марзубана Саларида выступил против русов с пятью тысячами человек. Ибн ал-Асира писал:
И не прошло больше часа, как мусульмане были обращены русами в бегство, и были перебиты дейлемцы все до последнего. Русы последовали за бежавшими до города; и убежали все, у кого было верховое животное, и покинули город.
Войска Марзубана, подойдя к Барде, начали осаду города. Русы, заперев ворота, отбивались несколько месяцев. Но все же действия Марзубана оказались безуспешными. Летом 945 гг. среди русов разгорелась эпидемия, вызванная неумеренным потреблением плодов. Барда была оставлена ими между летом и осенью 945 гг. Двинувшись к Куре и сев в свои ладьи, находившиеся там под охраной, они спустились по Куре, увозя с собой добычу.

### Монголы и ильханы
Барда серьёзно пострадала во время монгольского нашествия и была восстановлена при Ильханах Ирана. Во время похода Тамерлана город вновь был разрушен.

### XXI век
Город Барда серьёзно пострадал 28 октября 2020 года в результате удара армянских вооружённых сил по городу. В результате атаки погиб 21 человек, около 70 человек получили ранения. По данным Минобороны Азербайджана, Барда была обстреляна из РСЗО «Смерч». Под ракетный обстрел армянской стороны попала также ехавшая по главной улице города группа журналистов The New York Times, зафиксировавшая «череду оглушительных взрывов» в городе. Правозащитная организация Amnesty International и Human Rights Watch подтвердила факт использования Арменией запрещенных кассетных бомб против гражданского населения.

## Экономика
Барда, наряду с несколькими другими районами Азербайджана, входит в состав Аранского экономического района.
Промышленные предприятия: хлопкоочистительный завод, маслосырозавод, завод железобетонных изделий, швейная фабрика. К основным занятиям населения относятся сельское хозяйство, хлопко-, шелко- и птицеводство, производство молочных продуктов. Действует Бардинское предприятие по сушке коконов шелкопряда.

## Достопримечательности
Несмотря на нередкие землетрясения, в Барде сохранился ряд средневековых архитектурных сооружений:
- башенный мавзолей Ахмеда Зочейбаны 1322 года (зодчий Ахмад ибн Айюб аль-Хафиза Нахчивани) с двумя богато декорированными порталами и узорной облицовкой из простых и поливных кирпичей;
- остатки второго мавзолея XIV века[46] (так называемый Ахсадан-баба). Расположен неподалёку от башенного мавзолея, приписывается тому же зодчему;
- мавзолей-мечеть Имамзаде с четырьмя минаретами, XVII—XIX вв.
- Мечеть Угурбейли — мечеть была построена (XIX в начале XX века)
- остатки моста через реку Тертер (XIII—XIV века)[47]
- мечеть Ибрагима XVIII века
- восьмигранный мавзолей в селе Гюльоглулар XVIII века
- баня в селе Ширванлы (XVIII—XIX века)

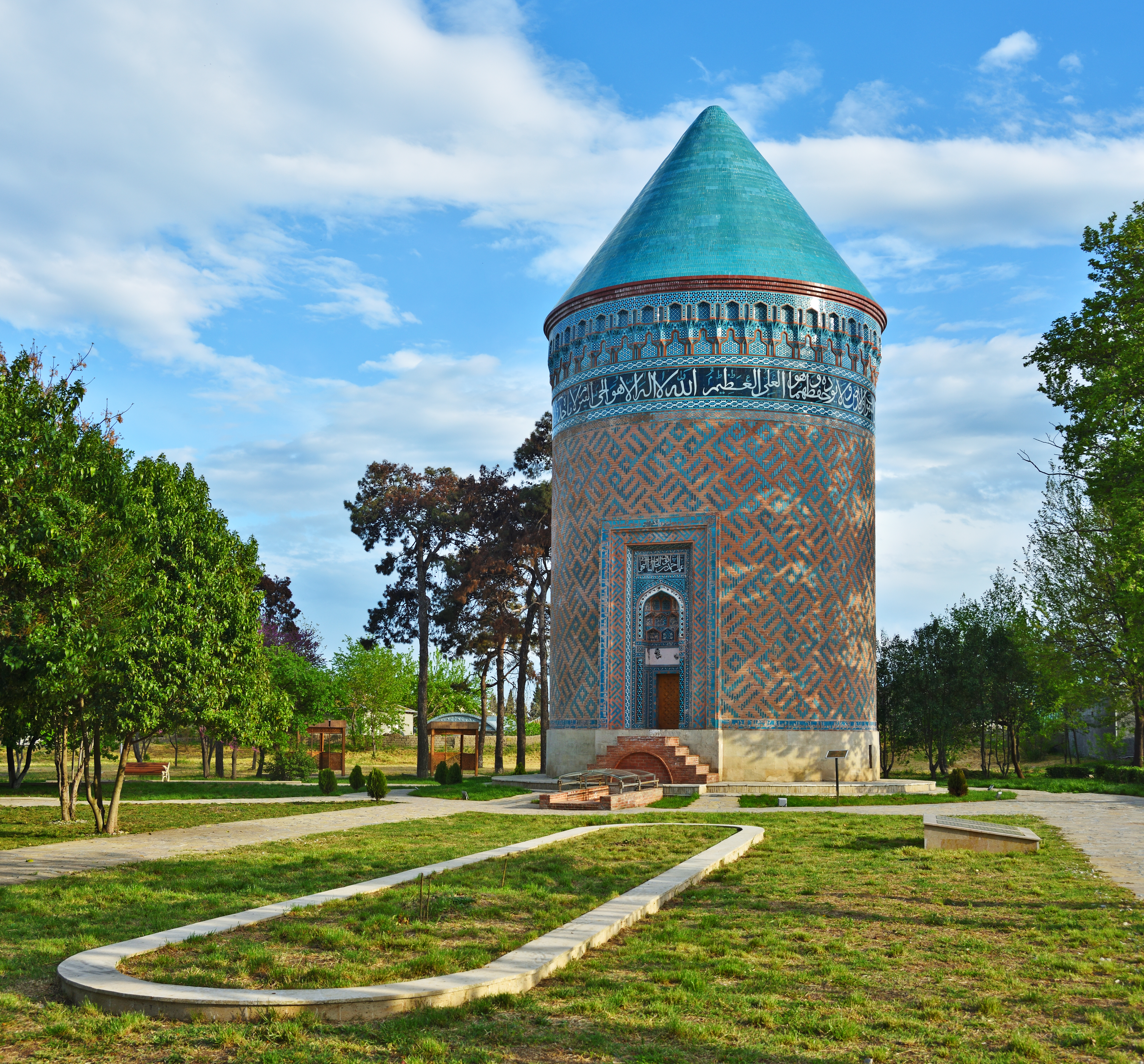
Мавзолей в Барде
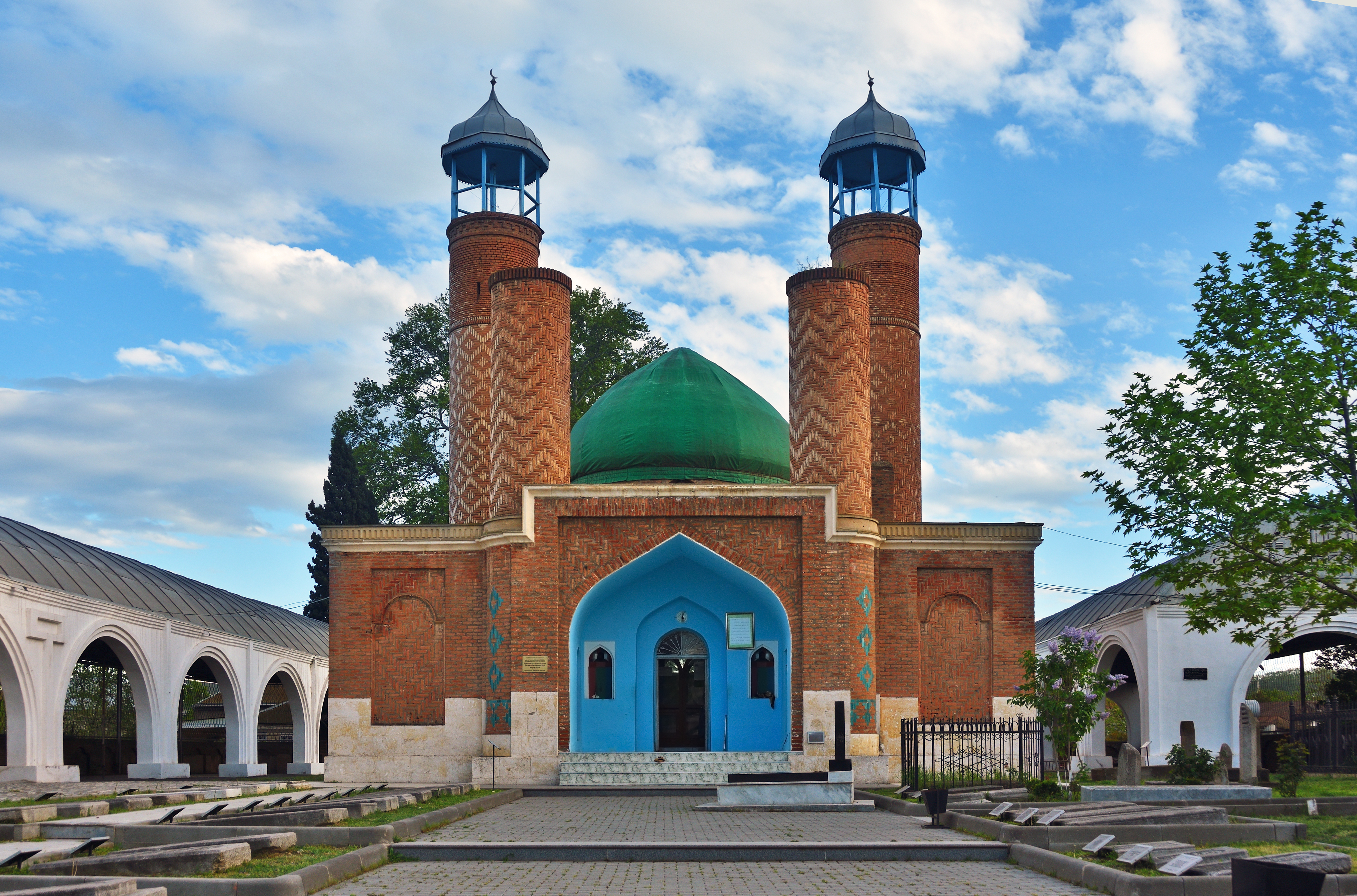
Мавзолей-мечеть Имамзаде
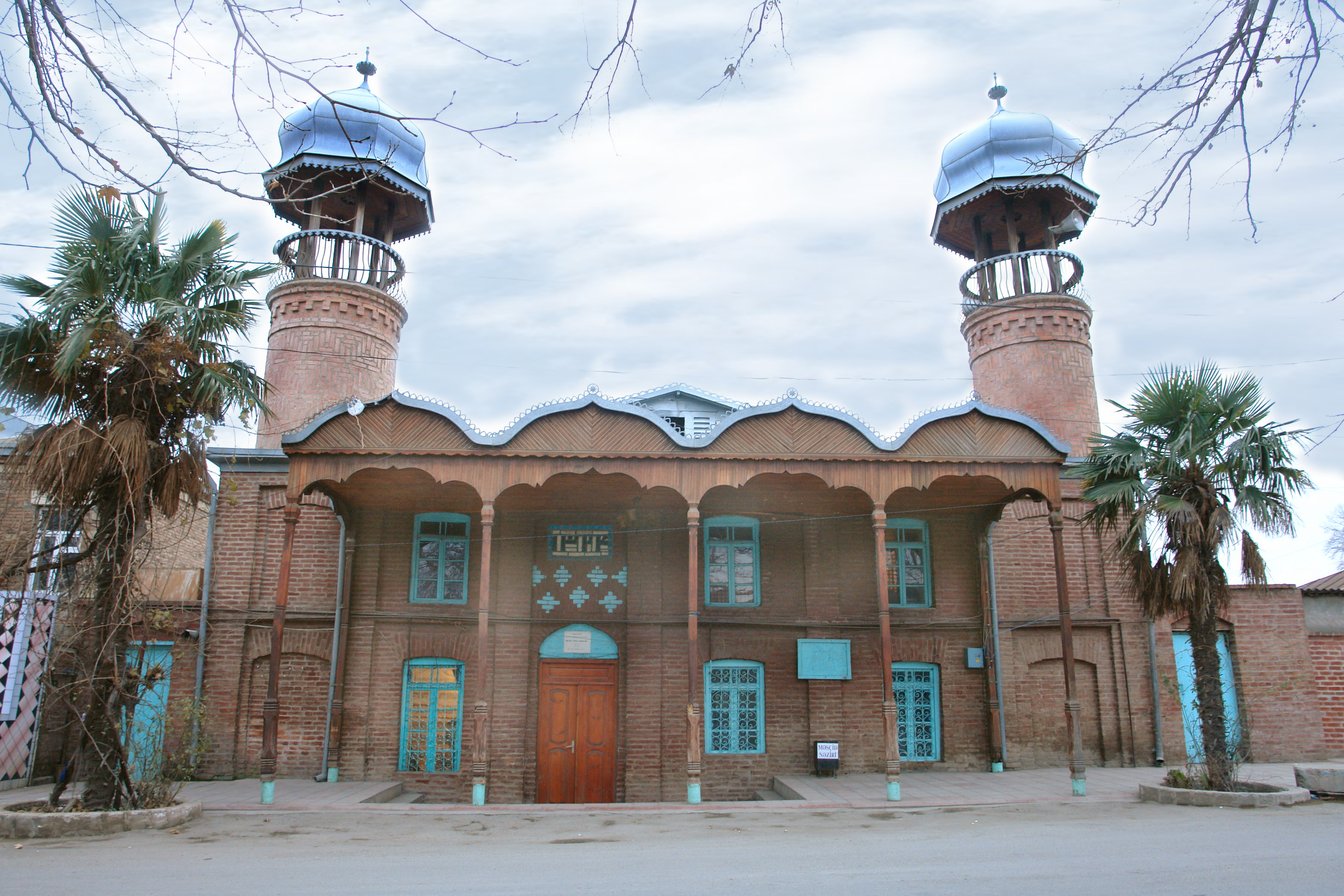
Джума-мечеть